# Березівка (Краснокутська селищна громада)
Березі́вка —  село в Україні, у Краснокутській селищній громаді Богодухівського району Харківської області. Населення становить 64 осіб. До 2020 орган місцевого самоврядування — Рябоконівська сільська рада.

## Географія
Село Березівка знаходиться на березі річки Ковалівка, яка через 1 км впадає в річки Мерла. Вище за течією примикає село Ковалівка. До села примикають великі лісові масиви.

## Історія
12 червня 2020 року, розпорядженням Кабінету Міністрів України № 725-р «Про визначення адміністративних центрів та затвердження територій територіальних громад Харківської області», увійшло до складу Краснокутської селищної громади.
19 липня 2020 року, в результаті адміністративно-територіальної реформи та ліквідації Краснокутського району, село увійшло до складу Богодухівського району.